# JADES-GS-z14-0
JADES-GS-z14-0 é uma galáxia Lyman-Break de alto desvio para o vermelho na constelação de Fornax que foi descoberta em 2024 usando NIRCam como parte do programa JWST Advanced Deep Extragalactic Survey (JADES). Tem um desvio para o vermelho de 14,32, o que a torna um dos objetos astronómicos mais distantes já descobertos. Este desvio para o vermelho corresponde a um período de cerca de 13,5 mil milhões de anos atrás, aproximadamente 300 milhões de anos após o Big Bang, ou cerca de 2% da sua idade atual.
Juntamente com JADES-GS-z14-0, os mesmos dados recebidos pelo NIRSpec em janeiro de 2024 confirmaram também a existência de JADES-GS-z14-1, outra galáxia de Lyman-break, com um desvio para o vermelho de 13,90+0,17
−0,17.